# Sergio Zanetti
Sergio Ariel Zanetti (Avellaneda, 22 novembre 1967) è un allenatore di calcio ed ex calciatore argentino, di ruolo difensore o centrocampista, tecnico della formazione Juniores del Lugano II.

## Biografia
È il fratello maggiore di Javier, con il quale condivide le origini italiane, essendo il bisnonno originario di Sacile in provincia di Pordenone.
Ha due figli: Nicolás nato nel 1994 e Federico nato nel 1998. Anch'essi sono calciatori.

## Carriera

### Giocatore
Inizia a giocare nelle giovanili del Talleres, squadra con la quale debutta in Primera B Nacional nel 1987. In quel periodo viene soprannominato dai suoi compagni di squadra Pupi, soprannome che passerà cinque anni più tardi a suo fratello Javier. Dopo una stagione passa al Deportivo Español, dove trascorrerà sette anni in Primera División, totalizzando 261 presenze ed 8 reti. Nel 1995 passa al Racing Club, e in sei anni scende in campo 154 volte segnando 3 gol.
Dopo 468 presenze nella massima serie del campionato argentino, nel 2001 Zanetti si trasferisce in Italia, alla Cremonese, che non lo utilizza mai, e dopo un anno passa al Verbania in Serie D. Termina la sua carriera nella Challenge League in Svizzera, giocando dal 2003 al 2005 al Bellinzona, per poi concludere nel Locarno.

### Allenatore
Nel 2005 frequenta i corsi di preparazione per allenare a Coverciano, e un anno più tardi inizia ad allenare nel settore giovanile della Pro Sesto, dove in due stagioni guida prima gli Esordienti e poi gli Allievi Nazionali,. L'anno seguente allena gli Allievi del Monza. Dopo una stagione alla guida dei Giovanissimi della Pro Patria, nel 2010 allena la squadra Allievi Nazionali del Como.
Il 2 luglio 2011 viene ufficializzato il suo approdo all'Inter come allenatore della Berretti, avendo come assistente Antonio Manicone. Tra le file dei nerazzurri lavora insieme a suo fratello minore Javier, capitano della prima squadra. Nel primo anno in neroazzurro conquista il Campionato Nazionale Dante Berretti. Nel suo secondo anno da allenatore della Berretti viene sconfitto in finale dall'Atalanta di Giuseppe Bergomi.
Nell'estate del 2013 passa ad allenare la Primavera del Livorno piazzandosi al 7º posto in campionato. Dopo essere stato collaboratore al Chievo, il 4 giugno 2015 diventa il nuovo allenatore del Lecco in Serie D. Il 6 agosto 2020 diventa il nuovo allenatore della Berretti del Novara. Il 12 febbraio 2021 diventa Coordinatore tecnico del settore giovanile della Sambenedettese. Il 20 aprile 2023 viene ufficializzato il suo passaggio al Bellinzona.

## Palmarès

### Giocatore
- Primera B Nacional: 1

Talleres: 1987-1988

### Allenatore
- Campionato Nazionale Dante Berretti: 1

Inter: 2011-2012